# Operacja Bekon
Operacja „Bekon” (ang. Canadian Bacon) – amerykańska komedia z roku 1995. Jest jedynym filmem fabularnym autorstwa Michaela Moore’a niemającym cech dokumentu.

## Obsada
- Alan Alda – Prezydent USA Norman Bates
- John Candy – szeryf Bud Boomer
- Rhea Perlman – Honey
- Kevin Pollak – Stuart Smiley – doradca ds. bezpieczeństwa narodowego
- Rip Torn – gen. Dick Panzer
- Steven Wright – funkcjonariusz Kanadyjskiej Królewskiej Policji Konnej
- Kevin J. O’Connor – Roy Boy
- Bill Nunn – Kabral Jabar
- Richard Council – Rosyjski prezydent Vladimir Krushkin
- Stanley Anderson – Edwin S. Simon
- Wallace Shawn – Kanadyjski premier Clark MacDonald
- Barbara Schroeder – Reporterka
- Stan Coles – Sekretarka
- Beth Amos – Ruthie
- Jack Mather – Pops
- Dana Brooks – Paulette Kalini

## Fabuła
Po zakończeniu zimnej wojny, gospodarka USA pogrąża się w recesji, spowodowanej redukcją zbrojeń. Społeczeństwo, manipulowane przez lobbystów przemysłu zbrojeniowego, za całą sytuację obwinia Prezydenta USA. Aby powstrzymać kryzys Administracja amerykańska postanawia rozpocząć nowy konflikt. Niestety wszyscy potencjalni wrogowie albo już zostali pokonani albo nie są w stanie realnie zagrozić USA. „Pomocy” odmawia nawet Prezydent Rosji (były Szef KGB), tłumacząc że nie ma środków na Program Rozbudowy Zbrojeń, gdyż obecnie wdraża „Program Rozbudowy Kanalizacji”. Po naradzie ze sztabowcami i specjalistami od PR decydują się sprowokować konflikt z Kanadą.

## Produkcja
Film kręcono w Toronto, Hamilton oraz Niagara Falls, w prowincji Ontario. Dwór Parkwood Estate w Oshawa posłużył jako elewacja Białego Domu, zaś zabudowania huty Dofasco w Hamilton za fabrykę Hacker Dynamics. W scenie w której postacie Amerykanów z utęsknieniem spoglądają na ojczyznę, od której oddzielała ich rzeka Niagara, wykorzystano ujęcie na Zatokę Burlington z widokiem na hutę Stelco w Hamilton.